# Бад-Верісгофен
Бад-Верісгофен (нім. Bad Wörishofen) — місто в Німеччині, у федеральній землі Баварія. Підпорядковується адміністративному округу Швабія. Входить до складу району Унтеральгой.
Площа — 57,80 км2. Населення становить 16 327 ос. (станом на 31 грудня 2020).

## Українці в місті
28 липня 1946 року тут вийшло у світ перше число видання «Гарт. Спортовий часопис». Часопис виходив у видавництві «Гарт», яке розташовувалося на вул. Германн-Ауст-Штрассе, 26Е.

## Галерея

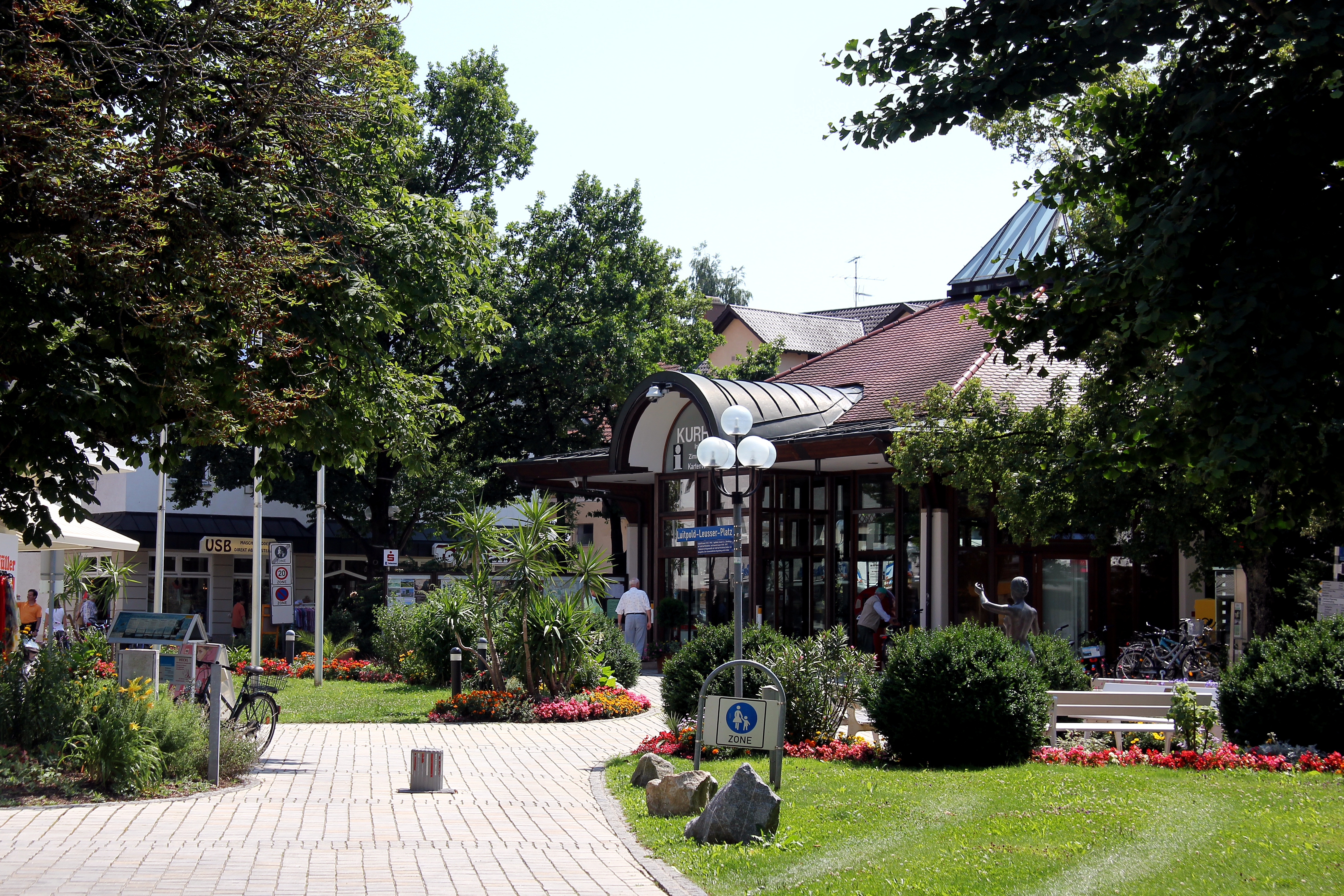
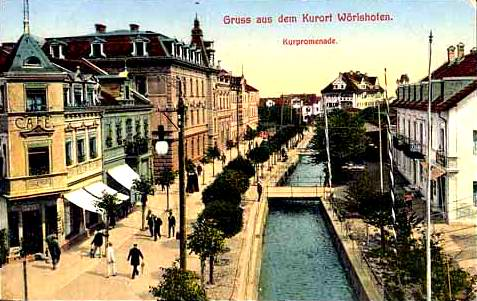
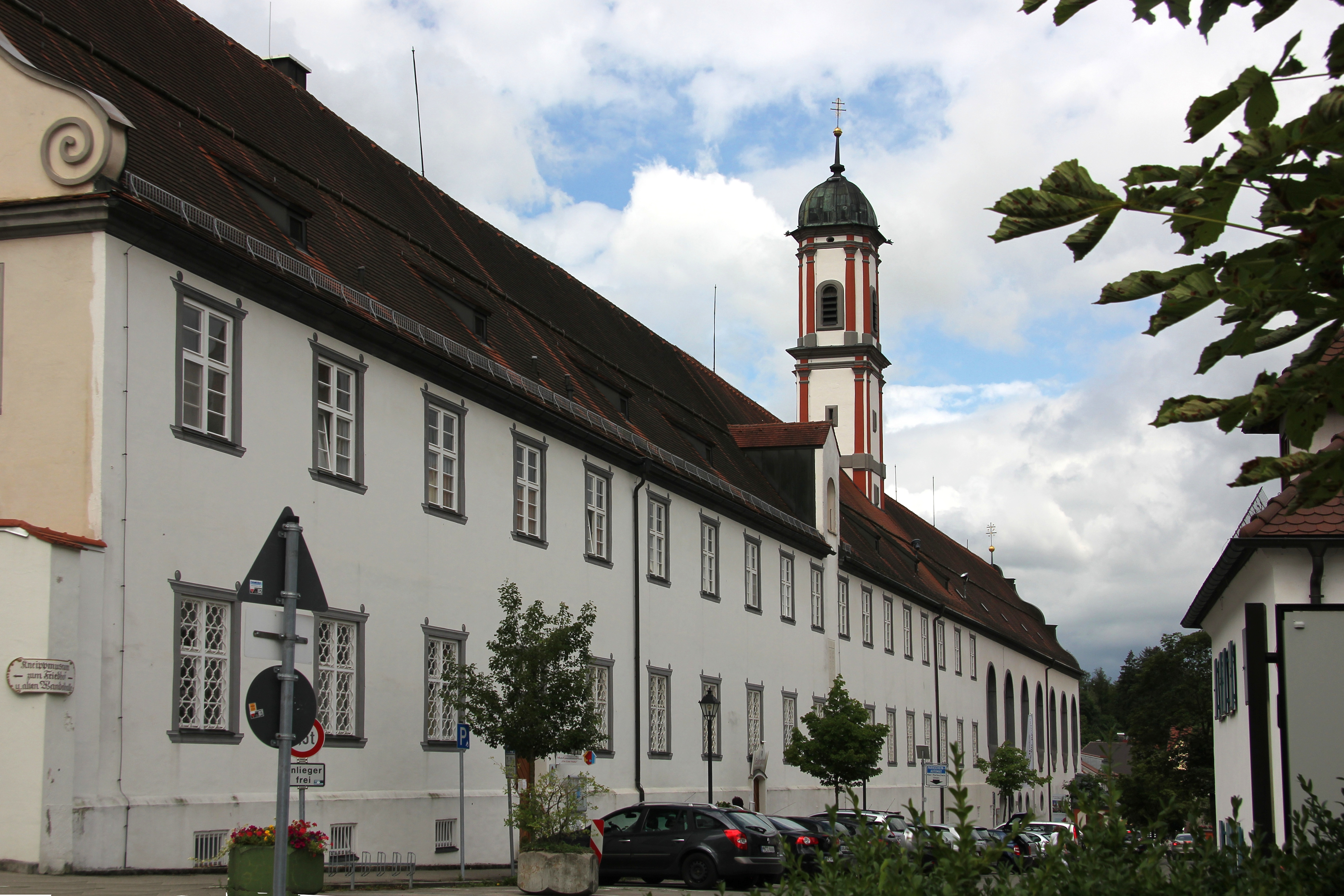
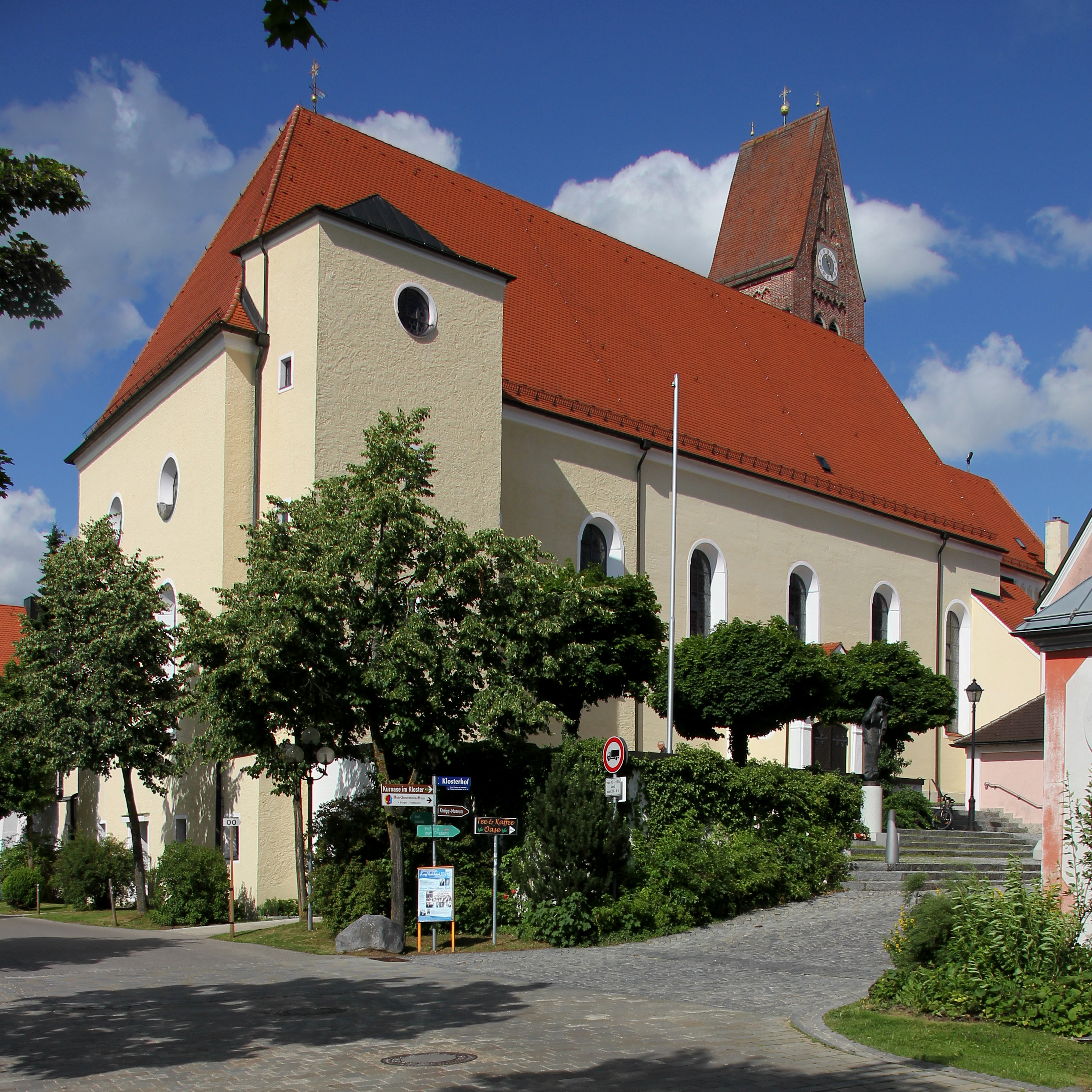
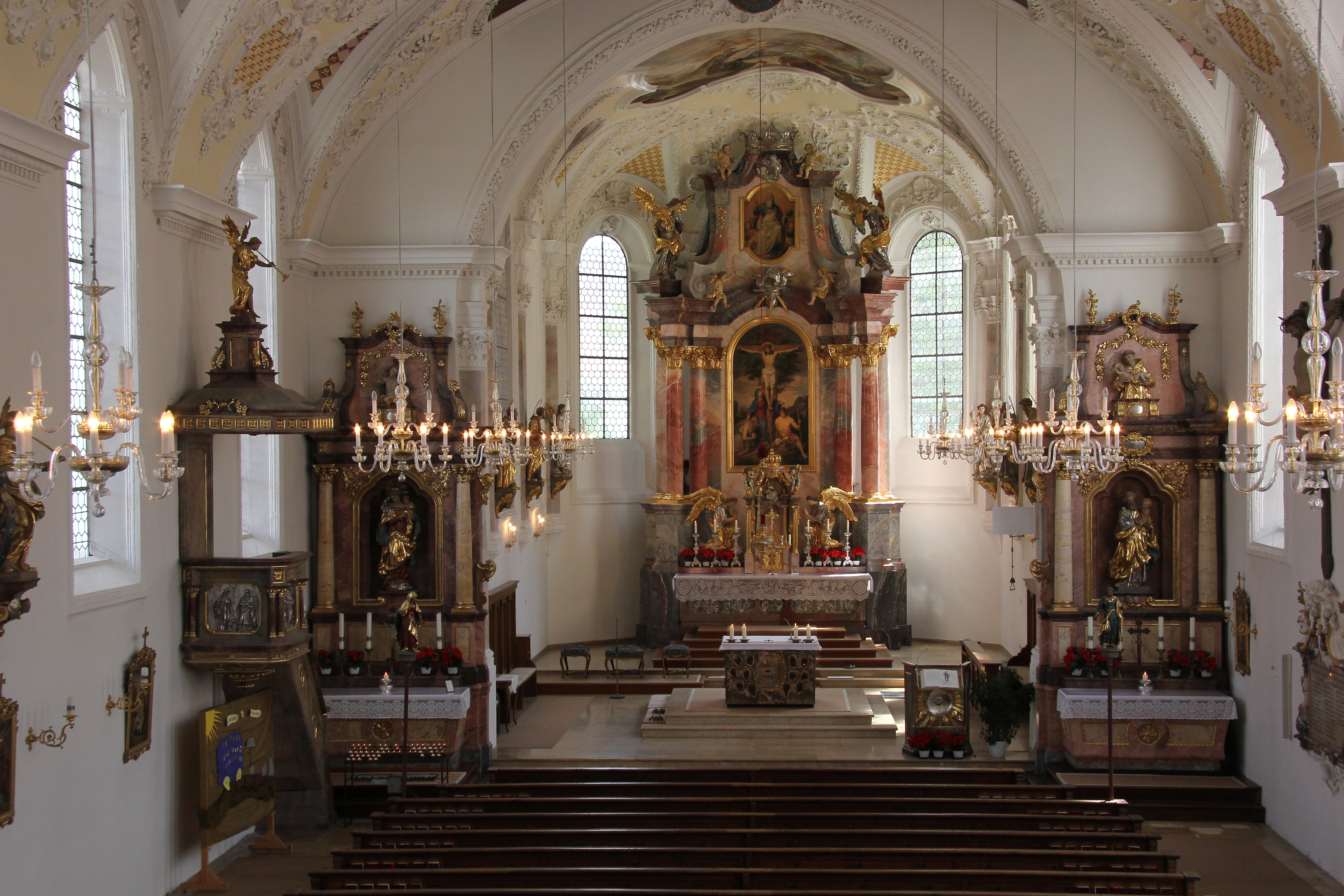
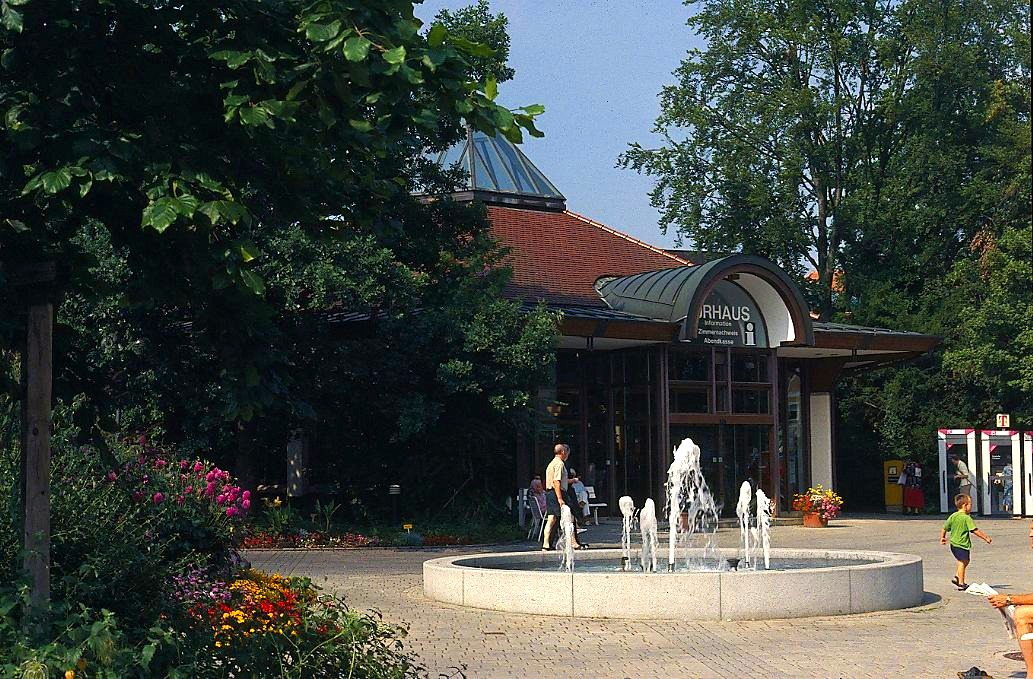